# Deuxième épître aux Thessaloniciens
La Deuxième épître aux Thessaloniciens est un livre du Nouveau Testament attribué à Paul de Tarse mais dont l'auteur et la destination sont débattus. Il revêt une dimension eschatologique répondant au débat sur la parousie du Christ, le « jour du Jugement », qui agite une partie des communautés chrétiennes dès la seconde moitié du Ier siècle.

## Origines et destination
On ignore le lieu de la rédaction du texte et, pendant longtemps, on a considéré qu'il s'agissait d'une lettre envoyée par Paul de Tarse à la communauté de Thessalonique pendant qu'il était à Corinthe, au cours de sa première visite en Europe, vers 50. 
Désormais différents chercheurs estiment qu'elle a possiblement été rédigée dans les milieux pauliniens à une période oscillant entre 70 et 80 ou encore entre 80 et  100 si l'on se fie au contexte d'effervescence eschatologique. 
Si la tradition fait de la communauté chrétienne de Thessalonique les destinataires de la missive, le débat reste là aussi ouvert car le texte peut également s'adresser à toute communauté de tradition paulinienne qui aurait été en contact avec la Première épître aux Thessaloniciens : le titre de la Deuxième épître a en effet été ajouté postérieurement à l'écrit original. Il semble que ces communautés de tradition paulinienne aient été ébranlées par l'annonce de la parousie du Christ céleste; l'auteur de l'épître tente d'apaiser les craintes en proposant un nouveau modèle eschatologique qui tend à réfuter une position selon laquelle le « jour du Seigneur » est déjà arrivé (2:2).

## Articulation néotestamentaire
La mission de Paul en Thessalonique est décrite dans Actes 17. Il voulait y retourner mais ne put le faire. Il envoya donc Timothée réconforter les convertis et leur dire comment il allait. Il écrivit la première épître pour exprimer sa gratitude lors du retour de Timothée. La seconde épître est rédigée pour dissiper le trouble causé par la réception d'une lettre qui avait été présentée aux Thessaloniciens comme venant de Paul et qu'il réfute comme fausse prophétie (2 Th 2. 2).

## Structure
Le texte se compose de trois parties précédées par une action de grâce et une adresse - mentionnant Paul et ses collaborateurs Timothée et Sylvain comme auteurs - puis suivies d'un épilogue et de salutations. 
La première partiearticule l'argumentation s'opposant à la position eschatologique qui présente la parousie comme accomplie. L'auteur décrit ou rappelle une série d'évènements qui doivent précéder la venue du Christ et prévient les destinataires contre les informations douteuses à ce sujet. 
La deuxième partie, plus hétérogène, est composée d'une nouvelle action de grâce, d'une prière et de recommandations diverses. La troisième partie est une exhortation qui pose Paul de Tarse en modèle à imiter en opposition à ceux qui vivent dans le désordre.